# Vains
Vains – miejscowość i gmina we Francji, w regionie Normandia, w departamencie Manche.
Według danych na rok 1990 gminę zamieszkiwały 623 osoby, a gęstość zaludnienia wynosiła 73 osoby/km² (wśród 1815 gmin Dolnej Normandii Vains plasuje się na 361. miejscu pod względem liczby ludności, natomiast pod względem powierzchni na miejscu 609.).